# Yasser Al-Mosailem
Yasser Al-Mosailem, né le 27 février 1984 à Al-Hassa en Arabie saoudite, est un footballeur international saoudien. Il évolue au poste de gardien de but avec le club d'Al-Ahli Saudi FC.

## Biographie

### En club
Il participe à de nombreuses reprises à la Ligue des champions de l'AFC avec le club d'Al-Ahli Saudi FC. Il atteint la finale de cette compétition en 2012, en étant battu par le club sud-coréen d'Ulsan Hyundai.

### En équipe nationale
Il joue son premier match en équipe d'Arabie saoudite le 15 mars 2006, en amical contre l'Irak (match nul 2-2).
Il participe à la Coupe d'Asie des nations 2007 puis prend part aux éliminatoires du mondial 2018.

## Palmarès
Avec l'Arabie saoudite
- Finaliste de la Coupe d'Asie des nations en 2007

Avec l'Al-Ahli Djeddah
- Finaliste de la Ligue des champions de l'AFC en 2012
- Vainqueur de la Coupe du Golfe des clubs champions en 2008
- Champion d'Arabie saoudite en 2016
- Vice-champion d'Arabie saoudite en 2012 et 2017
- Vainqueur de la Coupe d'Arabie saoudite en 2007 et 2015
- Finaliste de la Coupe d'Arabie saoudite en 2006, 2010 et 2016
- Vainqueur de la Coupe du Roi des champions d'Arabie saoudite en 2011, 2012 et 2016
- Finaliste de la Coupe du Roi des champions d'Arabie saoudite en 2014 et 2017
- Vainqueur de la Coupe de la Fédération d'Arabie saoudite en 2007
- Finaliste de la Coupe de la Fédération d'Arabie saoudite en 2006
- Vainqueur de la Supercoupe d'Arabie saoudite en 2016